# П'єтрабруна
П'єтрабруна (італ. Pietrabruna, ліг. Prebuna) — муніципалітет в Італії, у регіоні Лігурія,  провінція Імперія.
П'єтрабруна розташовані на відстані близько 440 км на північний захід від Рима, 105 км на південний захід від Генуї, 11 км на захід від Імперії.
Населення — 529 осіб (2014).
Щорічний фестиваль відбувається 21 вересня. Покровитель — San Matteo.

## Демографія
Населення за роками:

Станом на 1 січня 2023 року в муніципалітеті офіційно проживало 65 іноземців з 9 країн, серед них 21 громадянин країн Євросоюзу.

## Сусідні муніципалітети
- Кастелларо
- Чипресса
- Чивецца
- Дольчедо
- Помпеяна
- Таджа